# Saint-Martin-du-Bois (Gironde)
Pour les articles homonymes, voir Saint-Martin.
Saint-Martin-du-Bois est une commune du Sud-Ouest de la France, située dans le département de la Gironde (région Nouvelle-Aquitaine). Ses habitants sont les Saint-Martinoises et Saint-Martinois.

## Géographie

### Communes limitrophes
Les communes limitrophes sont Bonzac, Galgon, Maransin, Saint-Ciers-d'Abzac, Saint-Martin-de-Laye et Savignac-de-l'Isle.
|                     | Maransin             |                      |
| Saint-Ciers-d'Abzac | Saint-Martin-du-Bois | Saint-Martin-de-Laye |
| Galgon              | Savignac-de-l'Isle   | Bonzac               |

### Hydrographie
Saint-Martin-du-Bois est arrosé par deux cours d'eau, la Saye et la Détresse.

### Climat
Le climat qui caractérise la commune est qualifié, en 2010, de « climat océanique altéré », selon la typologie des climats de la France qui compte alors huit grands types de climats en métropole. En 2020, la commune ressort du même type de climat dans la classification établie par Météo-France, qui ne compte désormais, en première approche, que cinq grands types de climats en métropole. Il s’agit d’une zone de transition entre le climat océanique, le climat de montagne et le climat semi-continental. Les écarts de température entre hiver et été augmentent avec l'éloignement de la mer. La pluviométrie est plus faible qu'en bord de mer, sauf aux abords des reliefs.
Les paramètres climatiques qui ont permis d’établir la typologie de 2010 comportent six variables pour les températures et huit pour les précipitations, dont les valeurs correspondent à la normale 1971-2000. Les sept principales variables caractérisant la commune sont présentées dans l'encadré ci-après.
| Paramètres climatiques communaux sur la période 1971-2000 - Moyenne annuelle de température : 12,9 °C - Nombre de jours avec une température inférieure à −5 °C : 1,9 j - Nombre de jours avec une température supérieure à 30 °C : 6,5 j - Amplitude thermique annuelle : 14,1 °C - Cumuls annuels de précipitation : 887 mm - Nombre de jours de précipitation en janvier : 11,7 j - Nombre de jours de précipitation en juillet : 7 j |

Avec le changement climatique, ces variables ont évolué. Une étude réalisée en 2014 par la Direction générale de l'Énergie et du Climat complétée par des études régionales prévoit en effet que la  température moyenne devrait croître et la pluviométrie moyenne baisser, avec toutefois de fortes variations régionales. La station météorologique de Météo-France installée sur la commune et mise en service en 1994 permet de connaître l'évolution des indicateurs météorologiques. Le tableau détaillé pour la période 1981-2010 est présenté ci-après.
| Mois                                  | jan.          | fév.            | mars          | avril           | mai            | juin          | jui.          | août           | sep.          | oct.            | nov.            | déc.          | année     |
| ------------------------------------- | ------------- | --------------- | ------------- | --------------- | -------------- | ------------- | ------------- | -------------- | ------------- | --------------- | --------------- | ------------- | --------- |
| Température minimale moyenne (°C)     | 3,2           | 3,2             | 5,1           | 7               | 10,6           | 13,8          | 15,2          | 15,4           | 12,4          | 10,5            | 5,4             | 3,3           | 8,8       |
| Température moyenne (°C)              | 6,7           | 7,4             | 10,4          | 12,4            | 16,4           | 19,8          | 21,4          | 21,7           | 18,1          | 15,2            | 9,4             | 6,6           | 13,8      |
| Température maximale moyenne (°C)     | 10,2          | 11,6            | 15,7          | 17,9            | 22,2           | 25,9          | 27,5          | 27,9           | 23,9          | 20              | 13,4            | 10            | 18,9      |
| Record de froid (°C) date du record   | −8,5 13.01.03 | −7,6 24.02.05   | −9 01.03.05   | −0,8 04.04.1996 | 2,4 08.05.1997 | 6,5 01.06.06  | 8 11.07.04    | 8,7 31.08.1996 | 3,5 18.09.01  | −3,7 30.10.1997 | −6,6 24.11.1998 | −9,4 16.12.01 | −9,4 2001 |
| Record de chaleur (°C) date du record | 18,3 02.01.03 | 22,7 15.02.1998 | 26,6 20.03.05 | 29,2 30.04.05   | 34 30.05.01    | 37,4 22.06.03 | 37,4 17.07.06 | 39,9 05.08.03  | 35,5 03.09.05 | 29,8 01.10.1997 | 21,5 03.11.1994 | 19,5 05.12.06 | 39,9 2003 |
| Précipitations (mm)                   | 80,1          | 63,4            | 62,7          | 67,4            | 70,8           | 57,2          | 51,3          | 50,5           | 67,8          | 79,9            | 84,7            | 93,3          | 829,1     |

## Urbanisme

### Typologie
Au 1er janvier 2024, Saint-Martin-du-Bois est catégorisée commune rurale à habitat dispersé, selon la nouvelle grille communale de densité à sept niveaux définie par l'Insee en 2022.
Elle est située hors unité urbaine. Par ailleurs la commune fait partie de l'aire d'attraction de Bordeaux, dont elle est une commune de la couronne,. Cette aire, qui regroupe 275 communes, est catégorisée dans les aires de 700 000 habitants ou plus (hors Paris),.

### Occupation des sols

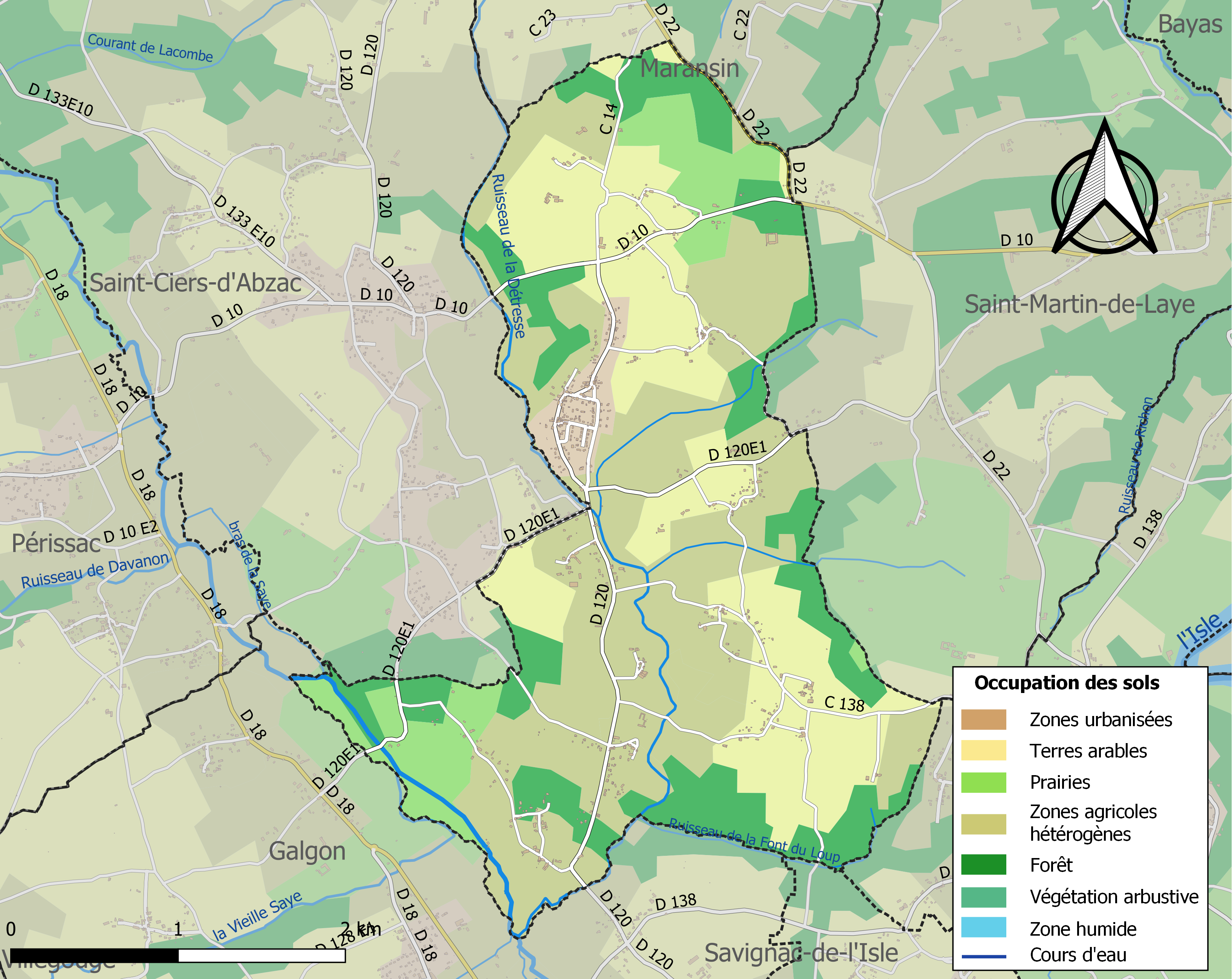
Carte des infrastructures et de l'occupation des sols de la commune en 2018 (CLC).

L'occupation des sols de la commune, telle qu'elle ressort de la base de données européenne d’occupation biophysique des sols Corine Land Cover (CLC), est marquée par l'importance des territoires agricoles (78,2 % en 2018), en diminution par rapport à 1990 (81,9 %). La répartition détaillée en 2018 est la suivante : 
zones agricoles hétérogènes (42,1 %), cultures permanentes (27 %), forêts (18,9 %), prairies (9 %), zones urbanisées (2,9 %). L'évolution de l’occupation des sols de la commune et de ses infrastructures peut être observée sur les différentes représentations cartographiques du territoire : la carte de Cassini (XVIIIe siècle), la carte d'état-major (1820-1866) et les cartes ou photos aériennes de l'IGN pour la période actuelle (1950 à aujourd'hui).

### Risques majeurs
Le territoire de la commune de Saint-Martin-du-Bois est vulnérable à différents aléas naturels : météorologiques (tempête, orage, neige, grand froid, canicule ou sécheresse) et séisme (sismicité faible). Un site publié par le BRGM permet d'évaluer simplement et rapidement les risques d'un bien localisé soit par son adresse soit par le numéro de sa parcelle.

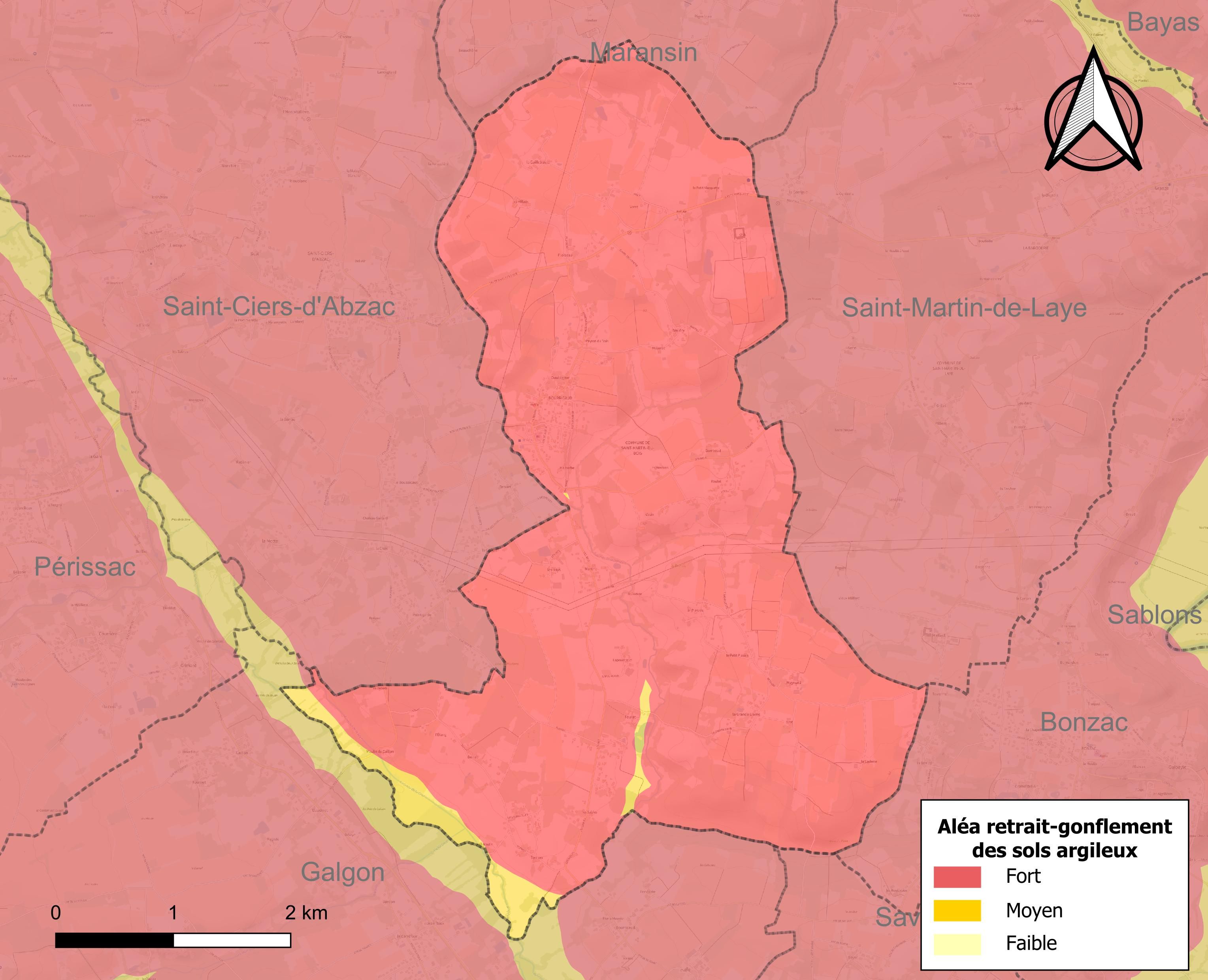
Carte des zones d'aléa retrait-gonflement des sols argileux de Saint-Martin-du-Bois.

Le retrait-gonflement des sols argileux est susceptible d'engendrer des dommages importants aux bâtiments en cas d’alternance de périodes de sécheresse et de pluie. La totalité de la commune est en aléa moyen ou fort (67,4 % au niveau départemental et 48,5 % au niveau national). Sur les 349 bâtiments dénombrés sur la commune en 2019, 349 sont en aléa moyen ou fort, soit 100 %, à comparer aux 84 % au niveau départemental et 54 % au niveau national. Une cartographie de l'exposition du territoire national au retrait gonflement des sols argileux est disponible sur le site du BRGM,.
La commune a été reconnue en état de catastrophe naturelle au titre des dommages causés par les inondations et coulées de boue survenues en 1982, 1983, 1999, 2008, 2009 et 2013, par la sécheresse en 2005, 2011 et 2017 et par des mouvements de terrain en 1999.

## Politique et administration

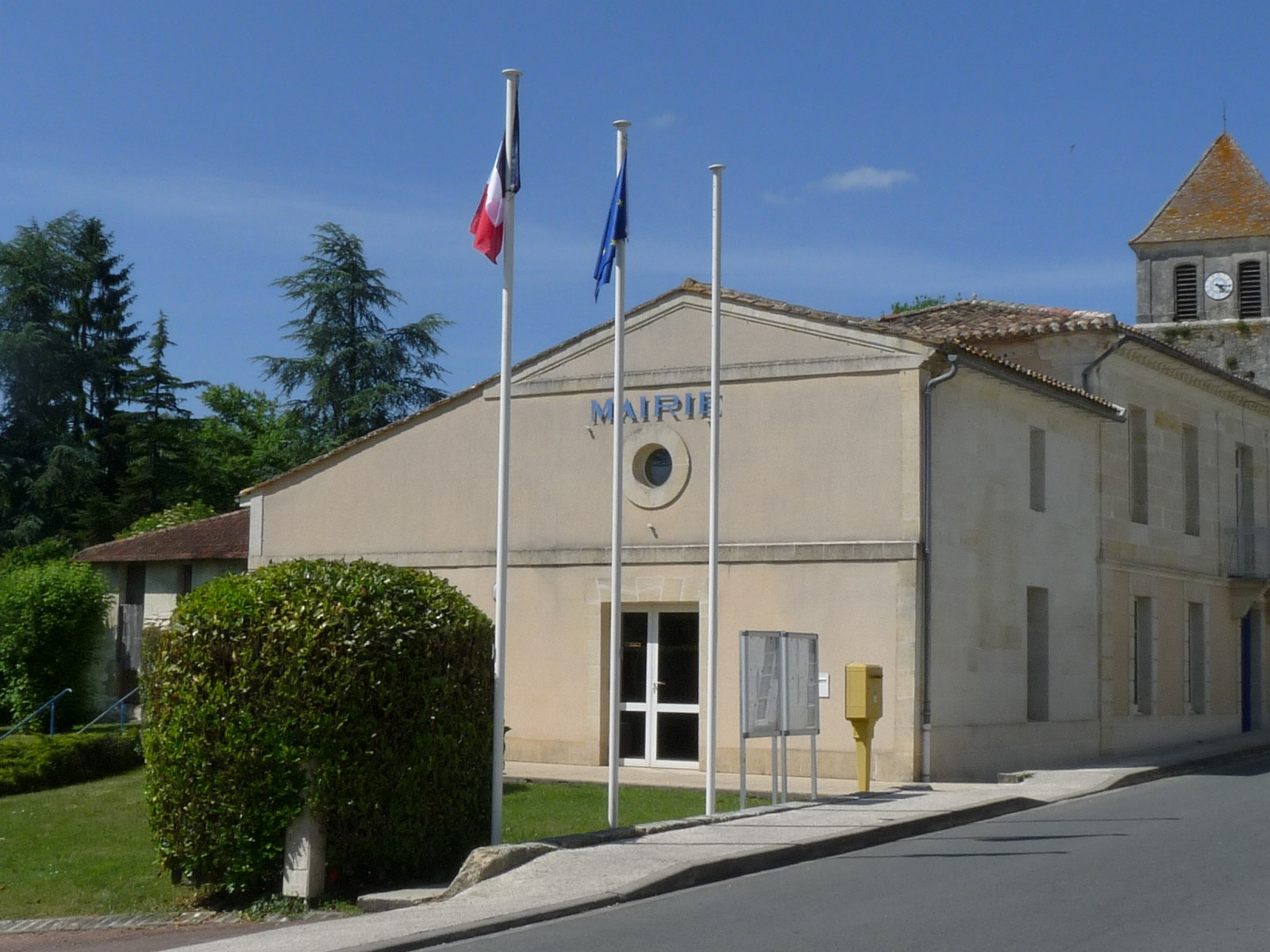
La mairie

| Période                                  | Période  | Identité                | Étiquette | Qualité  |
| ---------------------------------------- | -------- | ----------------------- | --------- | -------- |
| 2001                                     | 2008     | Jean-Marie Bierre       |           |          |
| 2008                                     | 2020     | Philippe Faurt          |           | Retraité |
| 2020                                     | En cours | Jean-Philippe Vironneau |           |          |
| Les données manquantes sont à compléter. |          |                         |           |          |

## Démographie
L'évolution du nombre d'habitants est connue à travers les recensements de la population effectués dans la commune depuis 1793. Pour les communes de moins de 10 000 habitants, une enquête de recensement portant sur toute la population est réalisée tous les cinq ans, les populations de référence des années intermédiaires étant quant à elles estimées par interpolation ou extrapolation. Pour la commune, le premier recensement exhaustif entrant dans le cadre du nouveau dispositif a été réalisé en 2005.

En 2022, la commune comptait 845 habitants, en évolution de −1,29 % par rapport à 2016 (Gironde : +6,91 %, France hors Mayotte : +2,11 %).
| 1793 | 1800 | 1806 | 1821 | 1831 | 1836 | 1841 | 1846 | 1851 |
| ---- | ---- | ---- | ---- | ---- | ---- | ---- | ---- | ---- |
| 863  | 574  | 717  | 801  | 812  | 801  | 800  | 768  | 697  |

| 1856 | 1861 | 1866 | 1872 | 1876 | 1881 | 1886 | 1891 | 1896 |
| ---- | ---- | ---- | ---- | ---- | ---- | ---- | ---- | ---- |
| 751  | 506  | 482  | 457  | 680  | 644  | 622  | 618  | 608  |

| 1901 | 1906 | 1911 | 1921 | 1926 | 1931 | 1936 | 1946 | 1954 |
| ---- | ---- | ---- | ---- | ---- | ---- | ---- | ---- | ---- |
| 630  | 651  | 579  | 567  | 573  | 555  | 543  | 510  | 503  |

| 1962 | 1968 | 1975 | 1982 | 1990 | 1999 | 2005 | 2006 | 2010 |
| ---- | ---- | ---- | ---- | ---- | ---- | ---- | ---- | ---- |
| 443  | 403  | 384  | 441  | 529  | 590  | 739  | 759  | 821  |

| 2015 | 2020 | 2022 | - | - | - | - | - | - |
| ---- | ---- | ---- | - | - | - | - | - | - |
| 860  | 835  | 845  | - | - | - | - | - | - |

## Équipements, services et vie locale

### Enseignement
- Ecole publique

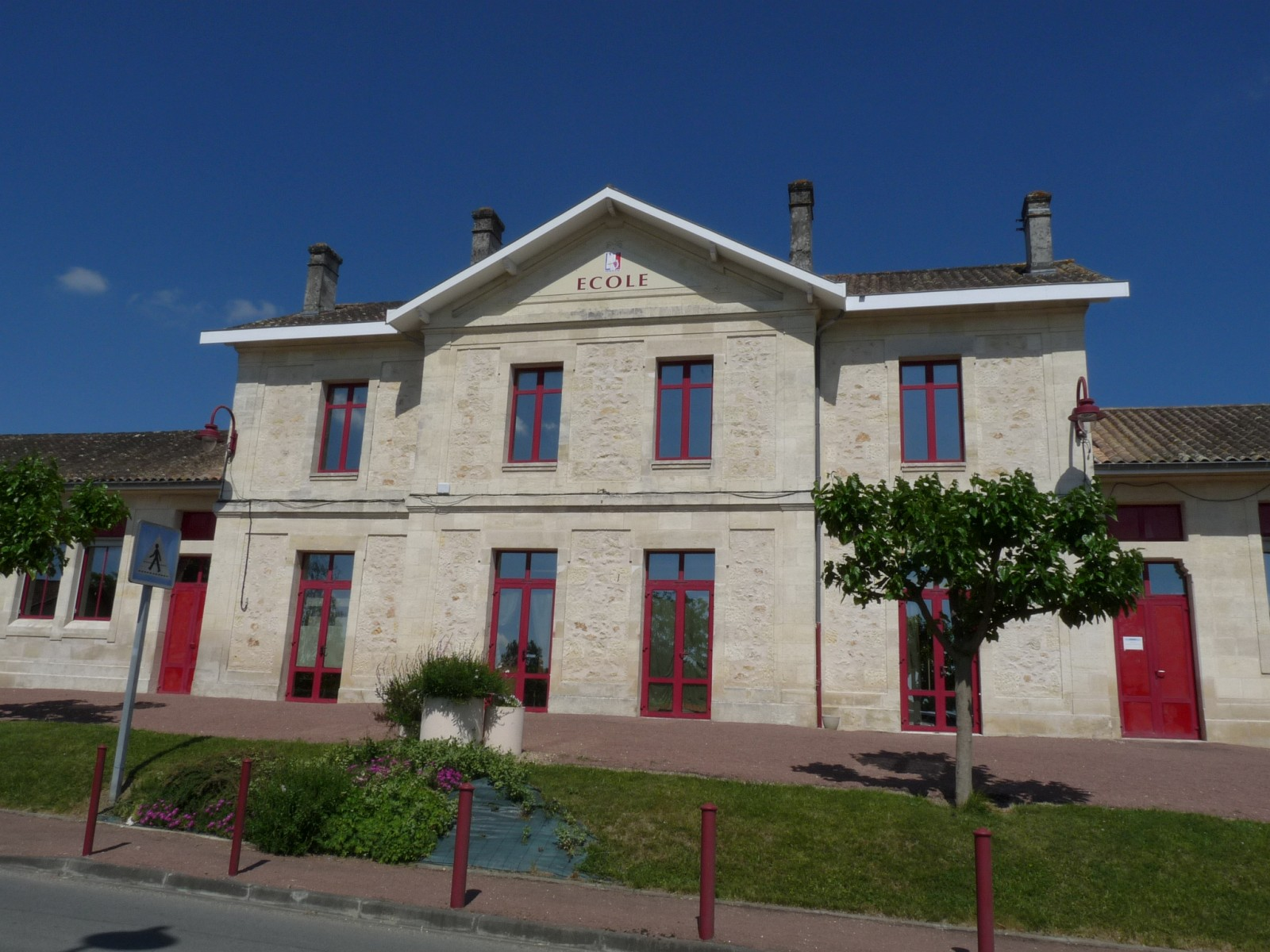
L'école
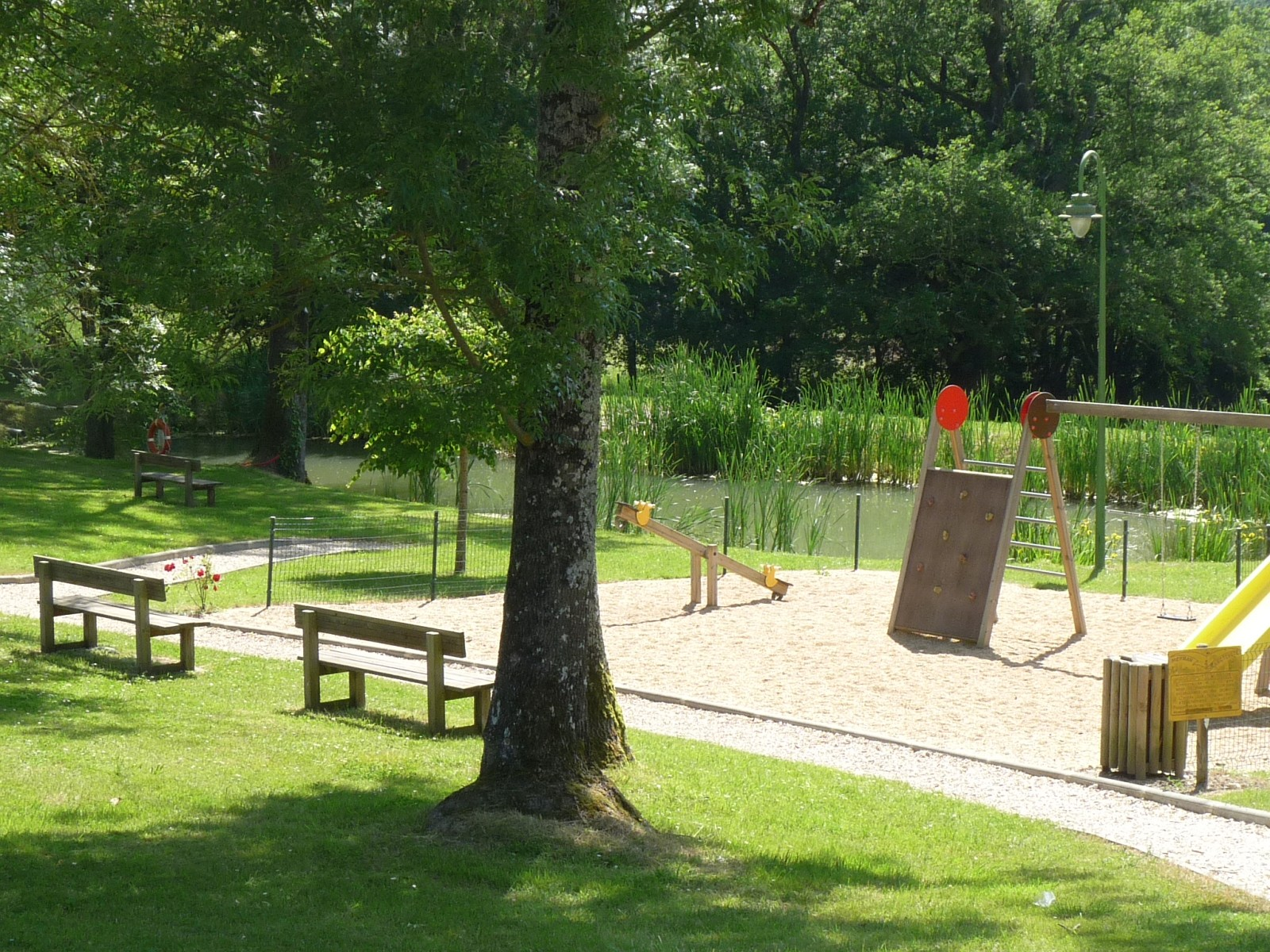
Aire de repos de la mairie

## Lieux et monuments
| - Monument aux morts |

- Monument aux morts
- Lavoir
- Quai de déchargement de douils (bacs en bois utilisés pour le transport du raisin)
- Bac à sulfate

### L'église Saint-Martin
| - Plan de l'église. |

| - Abside sud - Abside Est |

| - Façade sud - Façade ouest |

L'église paroissiale, dédiée à saint Martin, dépendait de l'Abbaye de La Sauve-Majeure. Elle fut construite en plusieurs campagnes, essentiellement à l'époque romane.
La façade orientale, les travées orientales de la nef et le chevet, édifiés en bel appareil régulier, remontent au XIIe siècle. Les deux travées occidentales de la nef conservent dans le mur sud des éléments du XIe siècle, notamment un appareil de petits moellons réguliers, disposés en lits et renforcé par un contrefort plat appareillé. Deux fenêtres étroites à linteau échancré s'ouvrent dans ce mur sud.
L'abside, voûtée en cul-de-four, précédée d'une travée droite couverte en berceau. Elle est à cinq pans coupés, séparés par des demi-colonnes engagées qui montent jusqu'à la corniche.
Le décor sculpté romane de l'église est concentré à l'extérieur du chevet : un cordon de zigzags à l'appui des fenêtres ; chapiteaux ornés de feuilles d'eau ou de feuillages ; quelques modillons figurés.
Parmi les modillons se trouve un sirène-oiseau ; un lion avec queue rentrant et tête retournée et un homme inverti, c'est-à-dire, accroupi, nu les fesses vus de dos, mais la tête et buste retournées de 180°. Ces trois modillons sont des symboles de la luxure (voir Iconographie des modillons romans pour plus de détails.
La façade occidentale, encadrée de deux contreforts plats, est percée d'une simple porte surmontée de trois arcs qui retombent sur des pieds-droits.
Au XVIe siècle, la nef est voûtée et une petite porte, surmontée d'un arc en accolade, est percée dans le mur méridional. Le bas-côté nord, séparé de la nef par des arcs ogivaux, a été ajouté à la même époque.
Au XVIe siècle l'abside est surélevée et un mur, percé de meurtrières pour armes à feu et des orifices carrés ouvertes dans la corniche, témoignent de la défense de l'église pendant les Guerres de Religion.
De nouvelles fenêtres sont ouvertes dans le chœur et le clocher roman est surélevé au XVIIIe siècle.
Ses deux cloches en bronze datant de 1661 sont classées à titre objet depuis 1942.

Décor sculpté de la corniche
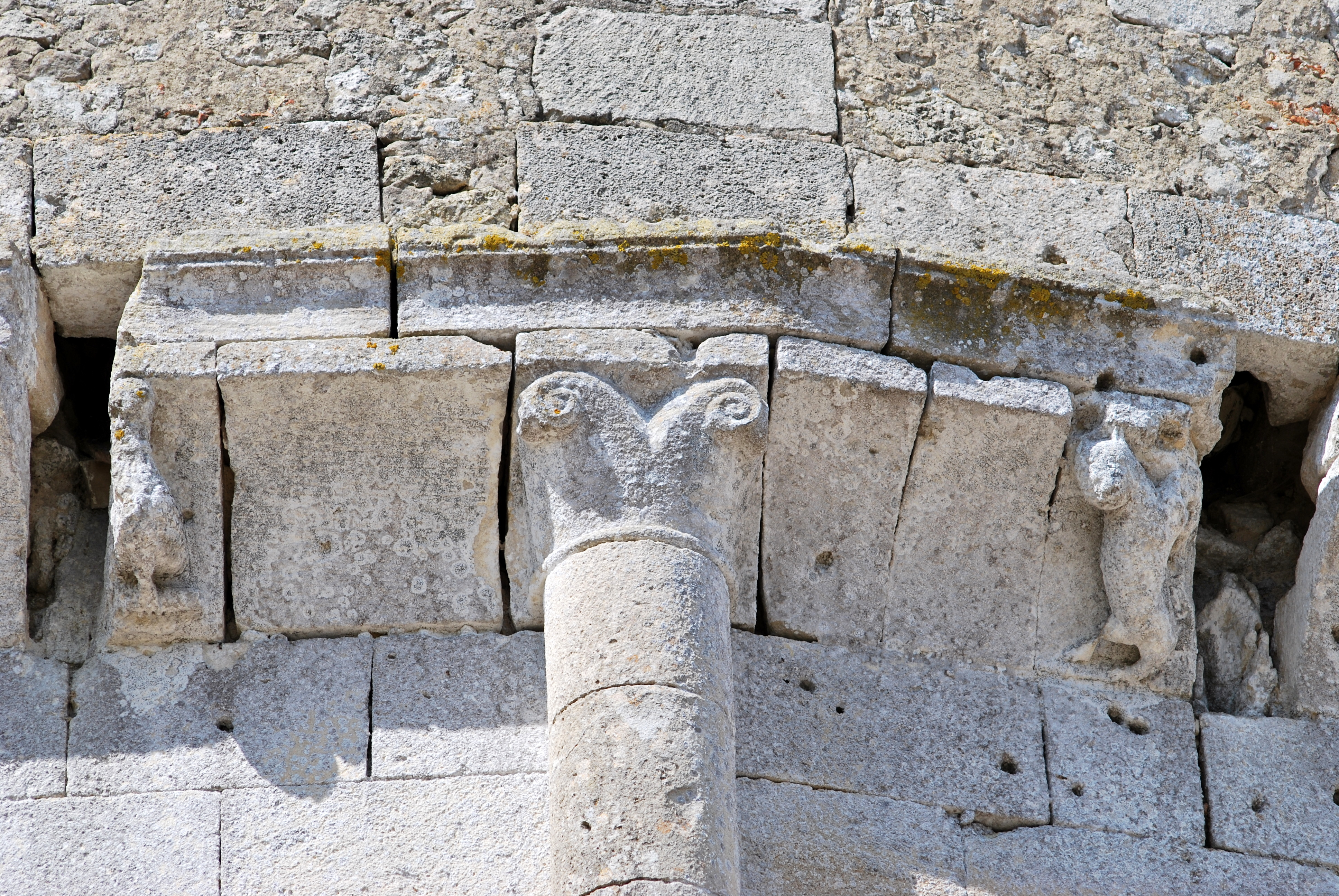
Sirène-oiseau, feuille d'eau, lion
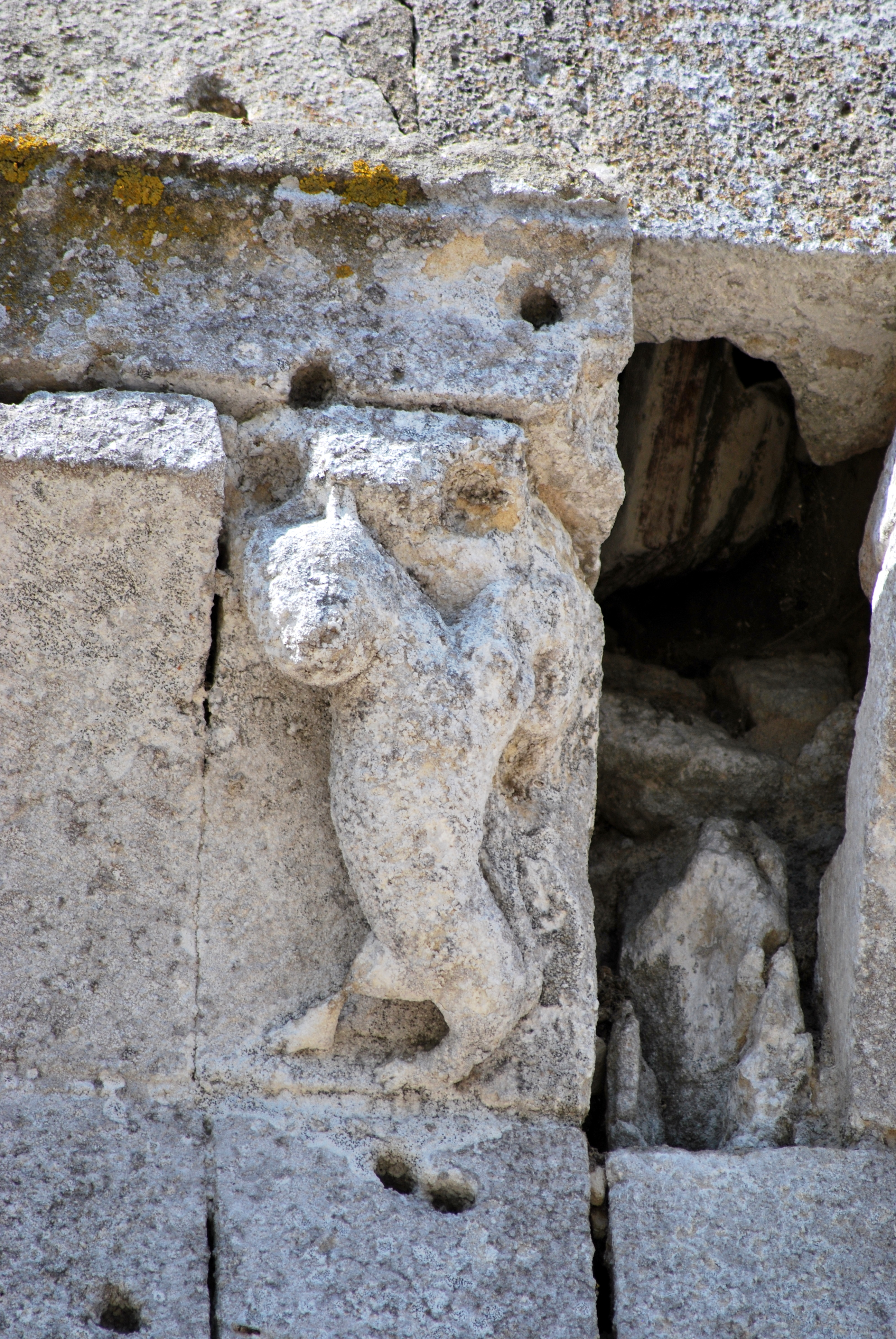
Lion
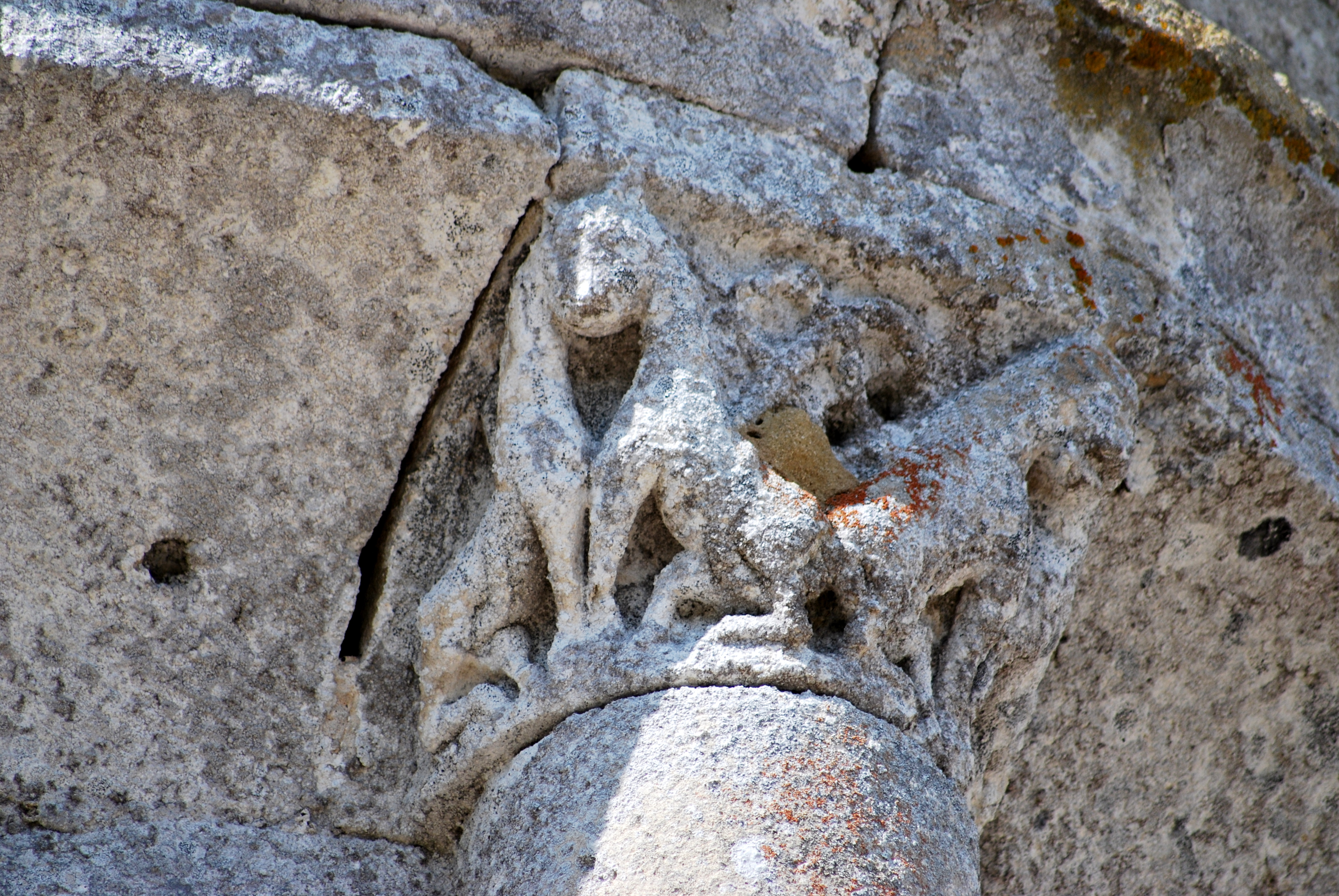
Animaux bicorporé
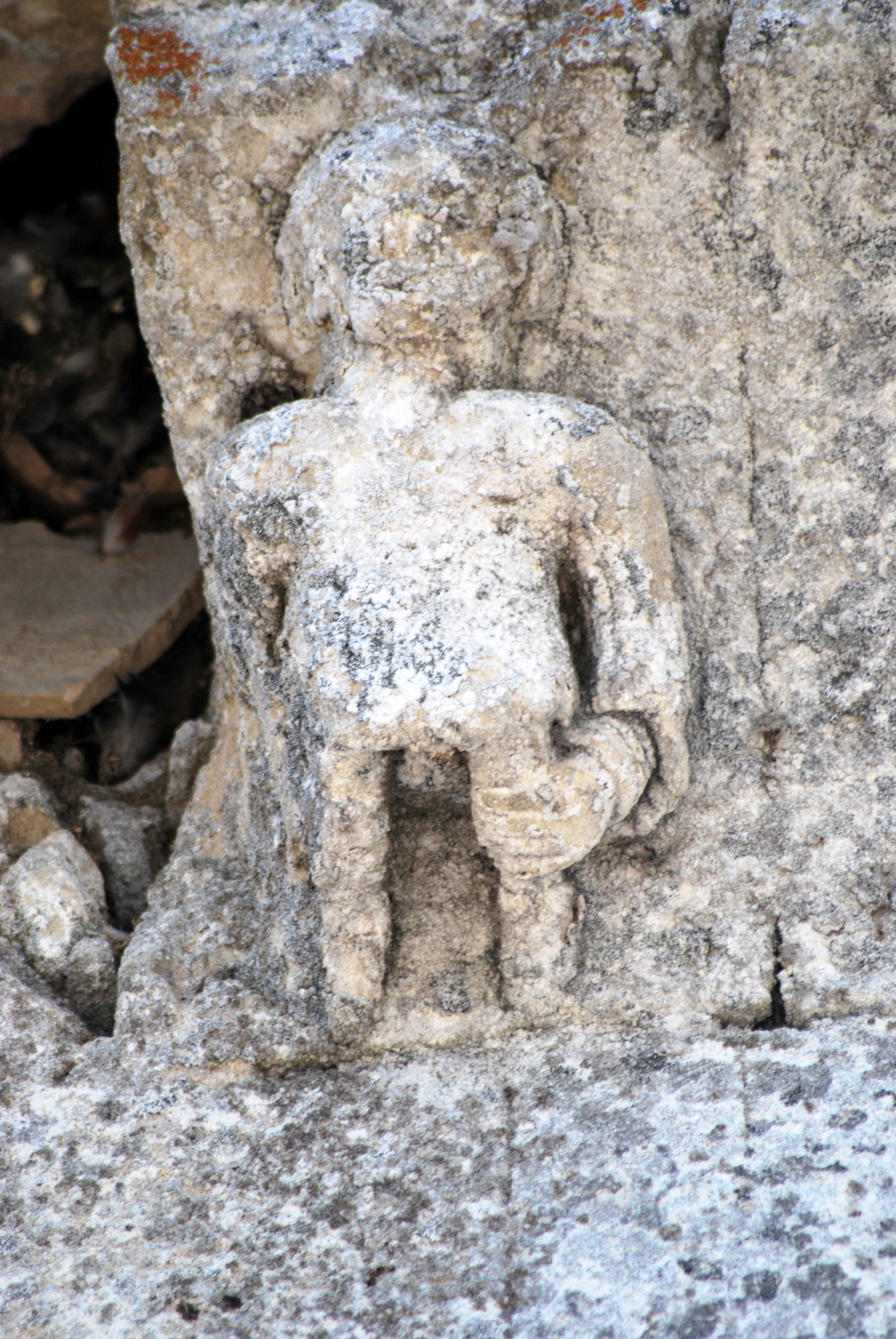
Homme inverti
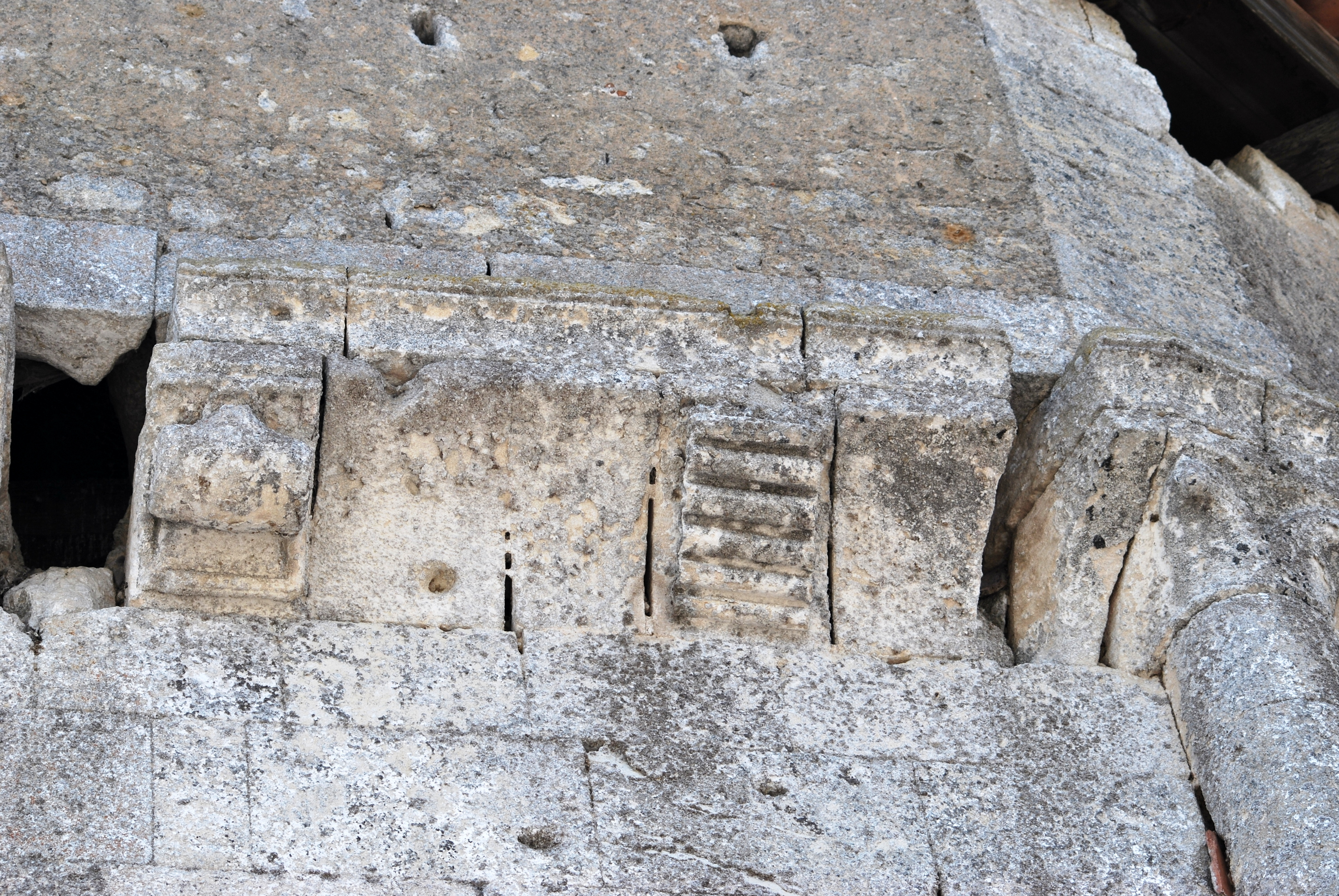
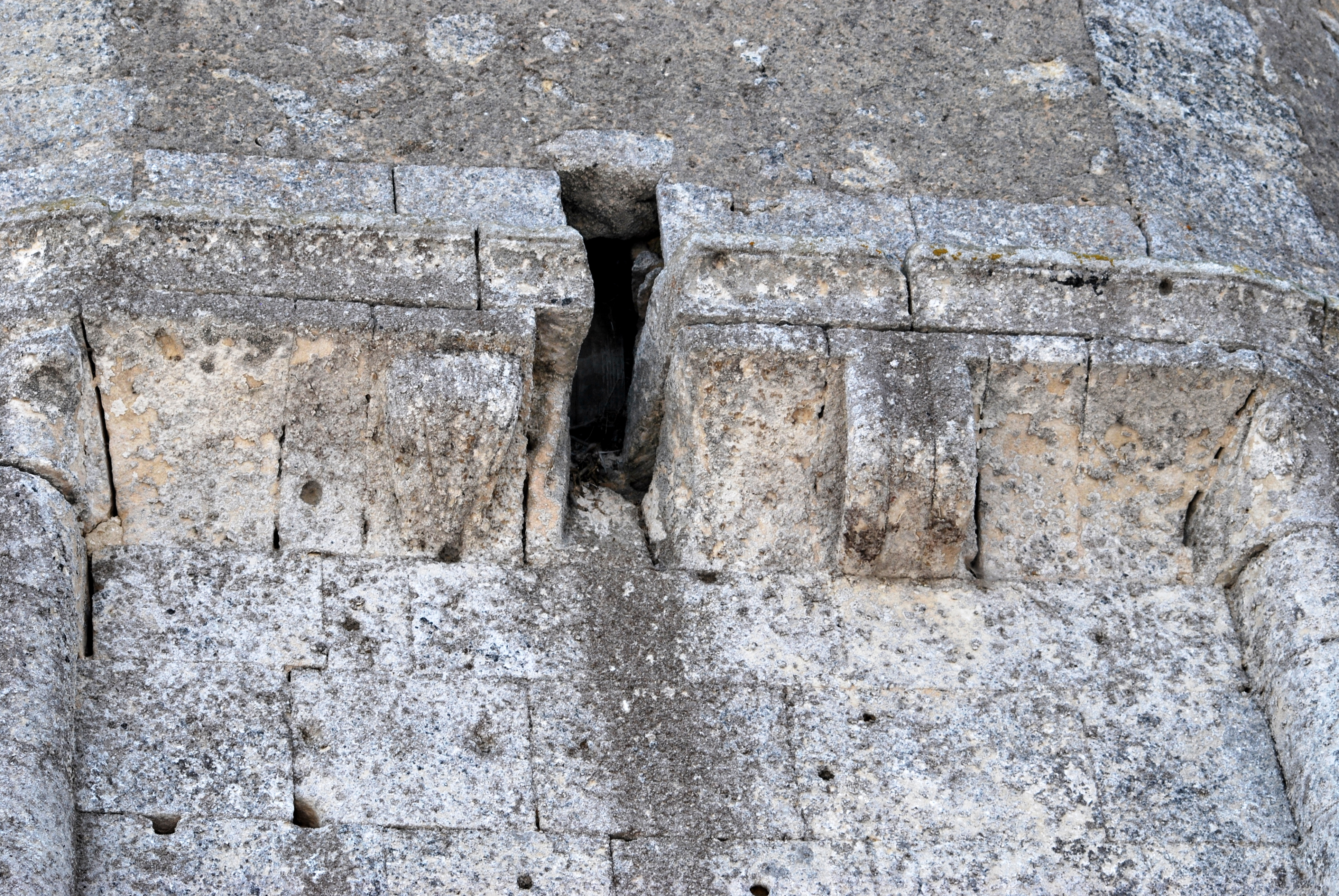
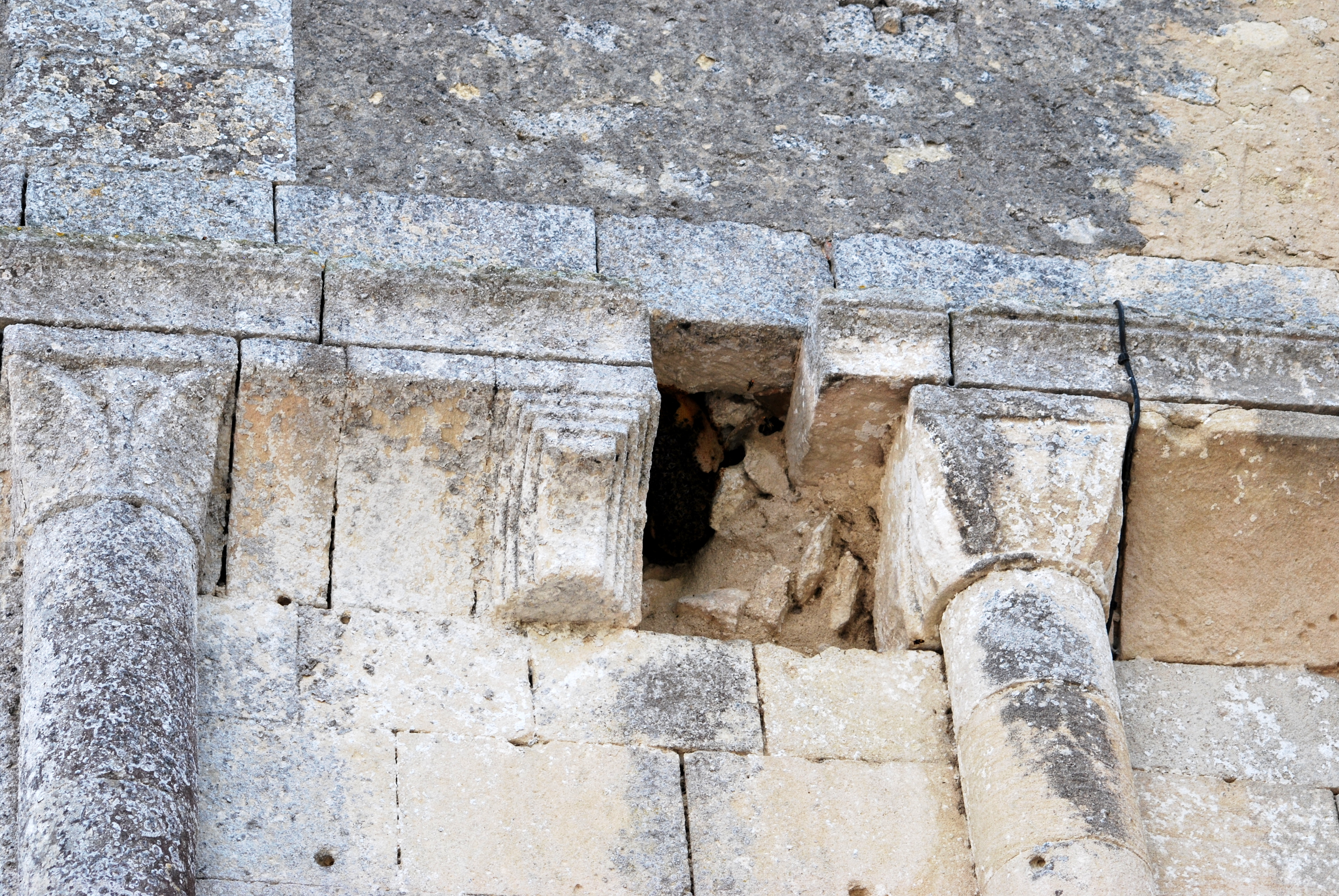

| - Vierge à l'Enfant - Abside, église Saint-Cyr |

| - Cadran canonial |

La statue de la Vierge à l'Enfant, actuellement plaquée contre le pan oriental du chevet, se trouvait à la fin du XIXe siècle dans une niche du chevet de l'église Saint-Cyr de la commune voisine de Saint-Ciers-d'Abzac, comme montre la photographie prise par Jean-Auguste Brutails.
Sur la façade sud de l'abside on trouve, gravé dans la pierre, les vestiges d'un cadran canonial, utilisé par le clergé pour déterminer le moment de la journée pour pratiquer certains actes liturgiques.

## Héraldique
| Blason à dessiner | Blason  | Écartelé en sautoir: au 1er à saint Martin à cheval d'argent, partageant son manteau avec un pauvre, mouvant de la partition, au 2e au bosquet de trois arbres, au 3e à la grappe de raisin, au 4e à l'église du lieu mouvant de la pointe. |
| Blason à dessiner | Détails | Le statut officiel du blason reste à déterminer. |